# Moyses Ferreira Alves
Moyses Ferreira Alves (Vitória, 2 juni 1930 - aldaar, 14 augustus 1980) was een Braziliaanse voetballer, beter bekend onder zijn spelersnaam Zezinho. 

## Geschiedenis
Zezinho begon zijn carrière bij Vitória uit zijn thuisstad en maakte een jaar later de overstap naar Rio Branco, waarmee hij het Campeonato Capixaba won. In 1948 trok hij naar Botafogo, waar hij vijf jaar zou spelen en in het eerste seizoen het Campeonato Carioca won. In 1954 maakte hij de overstap naar rivaal Flamengo en won met deze club twee jaar op rij het Campeonato Carioca. In 1956 speelde hij voor São Paulo en werd dat jaar met zestien goals topschutter van het Campeonato Paulista. Hij speelde hierna nog voor verscheidene clubs, maar was niet meer zo succesvol.
In 1956 speelde hij ook drie wedstrijden voor het nationale elftal. Hij maakte zijn debuut op 1 februari 1956 op het Zuid-Amerikaanse kampioenschap tegen Peru en maakte er in de 80ste minuut de winning goal. Hij speelde ook nog tegen Argentinië en Uruguay, maar werd na het toernooi niet meer opgeroepen. 